# Vy-le-Ferroux
Vy-le-Ferroux település Franciaországban, Haute-Saône megyében. Lakosainak száma 159 fő (2022. január 1.). Vy-le-Ferroux Traves, Noidans-le-Ferroux, Raze és Soing-Cubry-Charentenay községekkel határos.

## Népesség
A település népessége az elmúlt években az alábbi módon változott:
| Lakosok száma | 157  | 157  | 161  | 156  | 155  | 152  | 155  | 154  | 159  |
|               | 2013 | 2015 | 2016 | 2017 | 2018 | 2019 | 2020 | 2021 | 2022 |